# Discografia de Nego do Borel
A discografia de Nego do Borel consiste em três álbuns de estúdio, nove singles e um DVD.

## Lista
| Ano  | Detalhes do álbum |
| ---- | --- |
| 2015 | Nego Resolve - Lançamento: 6 de Novembro de 2015 - Formatos: CD, download digital - Gravadora: Sony Music - Vendas: 6.000 |

| Ano  | Detalhes do álbum                                                                                           |
| ---- | --- |
| 2014 | MC Nego do Borel - Lançamento: 29 de Abril de 2014 - Formatos: CD, download digital - Gravadora: Sony Music |
| 2014 | É Ele Mesmo - Lançamento: 19 de Agosto de 2014 - Formatos: CD, download digital - Gravadora: Sony Music     |

## Singles

### Como artista principal
| "Os Caras do Momento"                                     | —  | — | — | —  | — | — | —  | —  | —  | — | —  |                                                                    | MC Nego do Borel & É Ele Mesmo |
| "Bonde dos Brabos"                                        | —  | — | — | —  | — | — | —  | —  | —  | — | —  |                                                                    | MC Nego do Borel & É Ele Mesmo |
| "Brincadeira das Maravilhas (Eu Adoro, Eu Me Amarro)"     | —  | — | — | —  | — | — | —  | —  | —  | — | —  |                                                                    | MC Nego do Borel & É Ele Mesmo |
| "Diamante de Lama"                                        | —  | — | — | —  | — | — | —  | —  | —  | — | —  |                                                                    | MC Nego do Borel & É Ele Mesmo |
| "Quero Usufruir"                                          | —  | — | — | —  | — | — | —  | —  | —  | — | —  |                                                                    | É Ele Mesmo                    |
| "Menina Má"                                               | —  | — | — | —  | — | — | —  | —  | —  | — | —  |                                                                    | Da Lama à Ostentação           |
| ''Não Me Deixe Sozinho''                                  | —  | — | — | —  | — | — | —  | —  | —  | — | —  |                                                                    | Nego Resolve                   |
| ''Janela Aberta''                                         | —  | — | — | —  | — | — | —  | —  | —  | — | —  |                                                                    | Nego Resolve                   |
| ''Nego Resolve''                                          | —  | — | — | —  | — | — | —  | —  | —  | — | —  |                                                                    | Nego Resolve                   |
| "Pretinha Vou Te Confessar"                               | —  | — | — | —  | — | — | —  | —  | —  | — | —  |                                                                    | Nego Resolve                   |
| "Hoje é Dia de Maldade"                                   | —  | — | — | —  | — | — | —  | —  | —  | — | —  |                                                                    | Apenas Single                  |
| "Ela Vai Além"                                            | —  | — | — | —  | — | — | —  | —  | —  | — | —  |                                                                    | Apenas Single                  |
| "Você Partiu Meu Coração" (feat. Anitta & Wesley Safadão) | 21 | — | — | 18 | — | — | —  | —  | 21 | — | —  |                                                                    | Apenas Single                  |
| "Esqueci Como Namora" (feat. Maiara e Maraísa)            | 38 | — | — | —  | — | — | —  | —  | —  | — | —  |                                                                    | Apenas Single                  |
| "Corazón" (feat. Maluma)                                  | —  | 2 | 1 | 1  | 1 | 3 | 50 | 39 | 31 | 5 | 87 | - : Ouro - : Ouro - : Ouro - : 2× Platina - : 11× Platina (Latino) | F.A.M.E                        |
| "Contatinho" (feat. Luan Santana)                         | 33 | — | — | —  | — | — | —  | —  | —  | — | —  |                                                                    | Apenas Single                  |
| "Cadeira"                                                 | —  | — | — | —  | — | — | —  | —  | —  | — | —  |                                                                    | Apenas Single                  |
| "Me Solta" (feat. DJ Rennan da Penha)                     | —  | — | — | —  | — | — | —  | —  | —  | — | —  |                                                                    | Apenas Single                  |
| "O Bagulho Fica Doido"                                    | —  | — | — | —  | — | — | —  | —  | —  | — | —  |                                                                    | Apenas Single                  |
| "—" denota singles que não entraram nas paradas musicais. |    |   |   |    |   |   |    |    |    |   |    |                                                                    |                                |

### Como artista convidado
- "Bota um Funk pra Tocar" (Dennis DJ part. MC Marcelly & Nego do Borel)
- "Foi Assim Que Eu Aprendi" (MC Léo da Baixada part. Nego do Borel)
- "Performance das Maravilhas" (Bonde das Maravilhas part. Nego do Borel)
- "Aventura Noturna" (MC Bó do Catarina part. Mr. Catra & Nego do Borel)
- "Fé em Deus" (Menor do Chapa part. Nego do Borel)

## Outras aparições
| Título        | Ano  | Outro(s) artista(s) | Álbum |
| ------------- | ---- | ------------------- | ----- |
| "Pode Chegar" | 2015 | Anitta              | Bang  |

## Videografia
| Ano  | Detalhes do álbum                                                                                                |
| ---- | --- |
| 2014 | Da Lama à Ostentação - Lançamento: 8 de Agosto de 2014 - Formatos: DVD, download digital - Gravadora: Sony Music |

### Videoclipes
| Ano  | Título                                                    | Diretor(es)                   |
| ---- | --------------------------------------------------------- | ----------------------------- |
| 2012 | "Brincadeira das Maravilhas"                              | Tom Produções                 |
| 2012 | "Os Caras do Momento"                                     | Tom Produções                 |
| 2013 | "Bonde dos Brabos"                                        | Tom Produções                 |
| 2013 | "Cheguei no Pistão"                                       | Tom Produções                 |
| 2014 | "Diamante de Lama"                                        | Tom Produções                 |
| 2014 | "Menina Má" (part. Melanina Carioca)                      | Tom Produções                 |
| 2014 | "Nega do Boreli" (part. Melanina Carioca)                 | Tom Produções                 |
| 2014 | "Pa Ta Ta Tu Tu Tum"                                      | Tom Produções                 |
| 2015 | "Não Me Deixe Sozinho"                                    | Phill Mendonça e Rodrigo Doin |
| 2015 | "Nego Resolve"                                            | Phill Mendonça                |
| 2016 | "Pretinha Vou Te Confessar"                               | Bruno Fioravanti              |
| 2016 | "Hoje é Dia de Maldade"                                   | Kondzilla                     |
| 2016 | "Ela Vai Além"                                            |                               |
| 2017 | "Você Partiu Meu Coração" (part. Wesley Safadão & Anitta) | Mess Santos e Phill Mendonça  |
| 2017 | "Esqueci Como Namora"                                     | Bruno Murtinho                |
| 2017 | "Eu Vacilei Mas Eu Te Amo" (part. Maiara & Maraísa)       | Brendo + Gonfiantini          |
| 2017 | "Corazón" (part. Maluma)                                  |                               |
| 2018 | "Contatinho" (part. Luan Santana)                         | J. Brivilati                  |
| 2018 | "Cadeira"                                                 | Bruno Fioravanti              |